# Bruno Risi
Bruno Risi (Altdorf, 6 settembre 1968) è un ex pistard e ciclista su strada svizzero.
Professionista dal 1992 al 2010, ha vinto sette Campionati del mondo su pista e sessantadue Sei Giorni.

## Carriera
Professionista dal 1992, è stato un discreto ciclista su strada e soprattutto un campione della pista. Ha vinto sette Campionati del mondo nelle specialità della corsa a punti e dell'americana e la medaglia d'argento alle Olimpiadi di Atene nel 2004. Ha colto grandi successi anche nelle Sei giorni in coppia con Kurt Betschart, Giovanni Lombardi, Erik Zabel e Franco Marvulli.
Si è ritirato dall'attività nel febbraio 2010, dopo la Sei giorni di Copenaghen.

## Palmarès

### Pista
- 1989

Campionati svizzeri, Inseguimento individuale
- 1990

Campionati svizzeri, Inseguimento individuale
- 1991

Campionati svizzeri, Inseguimento individuale
Campionati del mondo, Corsa a punti dilettanti
- 1992

Sei giorni di Dortmund (con Kurt Betschart)
Sei giorni di Zurigo (con Kurt Betschart)
Campionati svizzeri, Inseguimento individuale
Campionati svizzeri, Corsa a punti
Campionati del mondo, Corsa a punti
- 1993

Sei giorni di Dortmund (con Kurt Betschart)
Sei giorni di Monaco di Baviera (con Kurt Betschart)
Sei giorni di Gand (con Kurt Betschart)
Sei giorni di Zurigo (con Kurt Betschart)
Campionati svizzeri, Corsa a punti
- 1994

Sei giorni di Copenaghen (con Kurt Betschart)
Sei giorni di Monaco di Baviera (con Kurt Betschart)
Sei giorni di Bordeaux (con Kurt Betschart)
Campionati svizzeri, Inseguimento individuale
Campionati del mondo, Corsa a punti
- 1995

Sei giorni di Colonia (con Kurt Betschart)
Sei giorni di Brema (con Kurt Betschart)
Sei giorni di Zurigo (con Kurt Betschart)
Campionati svizzeri, Corsa a punti
Campionati europei, Americana (con Kurt Betschart)
- 1996

Sei giorni di Copenaghen (con Kurt Betschart)
Sei giorni di Gand (con Kurt Betschart)
Sei giorni di Zurigo (con Kurt Betschart)
- 1997

Sei giorni di Dortmund (con Kurt Betschart)
Sei giorni di Monaco di Baviera (con Kurt Betschart)
Sei giorni di Lipsia (con Kurt Betschart)
Campionati svizzeri, Corsa a punti
- 1998

Sei giorni di Stoccarda (con Kurt Betschart)
Sei giorni delle Rose (con Giovanni Lombardi)
Sei giorni di Herning (con Kurt Betschart)
Sei giorni di Monaco di Baviera (con Kurt Betschart)
Sei giorni di Zurigo (con Kurt Betschart)
- 1999

Sei giorni di Brema (con Kurt Betschart)
Sei giorni di Dortmund (con Kurt Betschart)
Sei giorni di Zurigo (con Kurt Betschart)
Campionati del mondo, Corsa a punti
- 2000

Sei giorni di Monaco di Baviera (con Kurt Betschart)
Sei giorni di Zurigo (con Kurt Betschart)
Campionati svizzeri, Corsa a punti
- 2001

Campionati del mondo, Corsa a punti
- 2002

Sei giorni di Brema (con Kurt Betschart)
Sei giorni di Stoccarda (con Kurt Betschart)
Sei giorni di Gand (con Kurt Betschart)
- 2003

Sei giorni di Berlino (con Kurt Betschart)
Sei giorni di Dortmund (con Kurt Betschart)
Sei giorni di Monaco di Baviera (con Kurt Betschart)
Campionati svizzeri, Scratch
Campionati del mondo, Americana (con Franco Marvulli)
- 2004

Sei giorni di Brema (con Kurt Betschart)
- 2005

Tre Giorni di Aigle (con Maxime Bally )
Sei giorni di Stoccarda (con Kurt Betschart e Franco Marvulli)
Sei giorni di Berlino (con Kurt Betschart)
Sei giorni di Amsterdam (con Kurt Betschart)
- 2006

Sei giorni di Zurigo (con Franco Marvulli)
Sei giorni di Maastricht (con Franco Marvulli)
Sei giorni di Dortmund (con Erik Zabel)
Sei giorni di Monaco di Baviera (con Erik Zabel)
Campionati svizzeri, Americana (con Franco Marvulli)
Campionati europei, Americana (con Franco Marvulli)
- 2007

Sei giorni di Zurigo (con Franco Marvulli)
Sei giorni di Brema (con Erik Zabel)
Sei giorni di Stoccarda (con Alexander Aeschbach e Franco Marvulli)
Sei giorni di Copenaghen (con Franco Marvulli)
Sei giorni di Hasselt (con Franco Marvulli)
Sei giorni delle Rose (con Franco Marvulli)
Sei giorni di Dortmund (con Franco Marvulli)
Sei giorni di Monaco di Baviera (con Franco Marvulli)
Sei giorni di Zuidlaren (con Franco Marvulli)
Campionati svizzeri, Americana (con Franco Marvulli)
Campionati del mondo, Americana (con Franco Marvulli)
- 2008

Sei giorni di Zurigo (con Franco Marvulli)
Sei giorni di Berlino (con Franco Marvulli)
Sei giorni di Copenaghen (con Franco Marvulli)
Sei giorni di Hasselt (con Franco Marvulli)
Sei giorni di Torino (con Franco Marvulli)
Sei giorni delle Rose (con Franco Marvulli)
Sei giorni di Zurigo #2 (con Danny Stam)
Campionati svizzeri, Corsa a punti
- 2009

Sei giorni di Hasselt (con Kenny De Ketele)
Sei giorni di Monaco di Baviera (con Franco Marvulli)
Sei giorni di Zurigo (con Franco Marvulli)
- 2010

Sei giorni di Brema (con Franco Marvulli)

### Strada
- 1991

Giro del Lago Maggiore

## Piazzamenti

### Competizioni mondiali
- Giochi olimpici

Atene 2004 - Americana: 2º
- Campionati mondiali

Maebashi 1990 - Corsa a punti Dilettanti: 2º
Stoccarda 1991 - Corsa a punti Dilettanti: vincitore
Valencia 1992 - Corsa a punti: vincitore
Palermo 1994 - Corsa a punti: vincitore
Bogotà 1995 - Americana: 3º
Perth 1997 - Corsa a punti: 2º
Berlino 1999 - Corsa a punti: vincitore
Anversa 2001 - Corsa a punti: vincitore
Stoccarda 2003 - Americana: vincitore
Melbourne 2004 - Americana: 2º
Mallorca 2007 - Americana: vincitore